# Coublevie
Coublevie ist eine französische Gemeinde mit 5409 Einwohnern (Stand: 1. Januar 2022) im Département Isère in der Region Auvergne-Rhône-Alpes; sie gehört zum Arrondissement Grenoble und zum Kanton Voiron. Die Einwohner werden Coublevitains genannt.

## Geographie
Coublevie liegt etwa 25 Kilometer nördlich von Grenoble am Rande des Regionalen Naturparks Chartreuse.
Umgeben wird Coublevie von den Nachbargemeinden Saint-Nicolas-de-Macherin im Norden und Nordwesten, Saint-Étienne-de-Crossey im Norden und Nordosten, La Sure-en-Chartreuse im Osten, La Buisse im Süden, Saint-Jean-de-Moirans im Südwesten sowie Voiron im Westen.

## Geschichte
Von 1827 bis 1903 befand sich hier das Kloster Sainte Croix Beauregard der Kartäuserinnen.

### Bevölkerungsentwicklung
| Jahr                       | 1962 | 1968 | 1975 | 1982 | 1990 | 1999 | 2006 | 2017 |
| Einwohner                  | 2080 | 2461 | 2835 | 3100 | 3335 | 3743 | 4116 | 4836 |
| Quellen: Cassini und INSEE |      |      |      |      |      |      |      |      |

## Sehenswürdigkeiten
- Kirche Saint-Pierre
- Dominikanerklause, 1865 begründet, Gebäude im 18. Jahrhundert bereits errichtet, mit Kapelle (1870)
- Schloss Tivolliere aus dem  17. Jahrhundert

## Weblinks

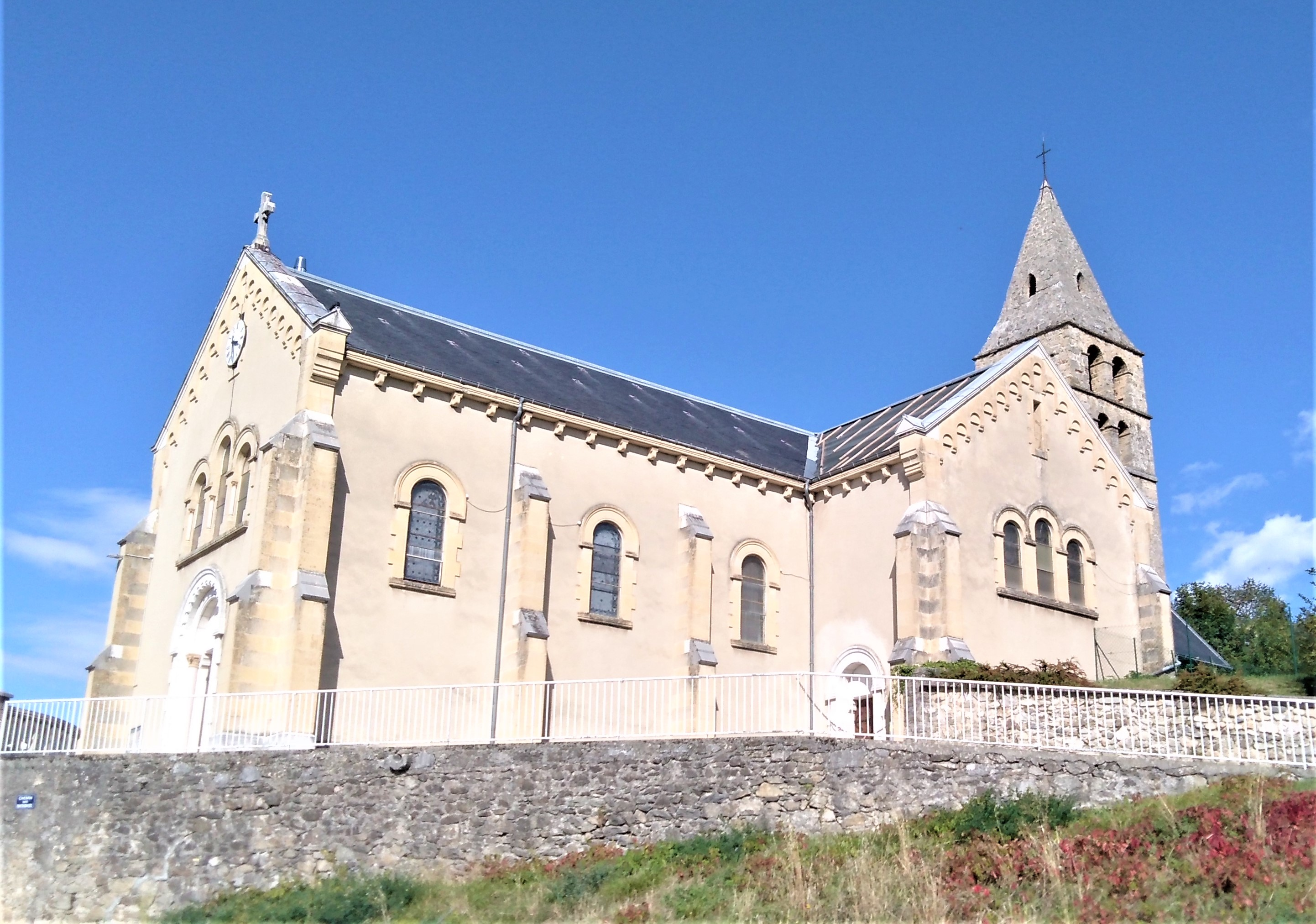
Kirche Saint-Pierre